# Спицынская
Спицынская — деревня в Верховажском районе Вологодской области.
Входит в состав Нижне-Важского сельского поселения (до 2015 года входила в Наумовское сельское поселение), с точки зрения административно-территориального деления — в Наумовский сельсовет.
Расстояние по автодороге до районного центра Верховажья — 19,6 км, до центра муниципального образования Наумихи — 21,5 км. Ближайшие населённые пункты — Яльничевская, Погост Ильинский, Борисовская.
По переписи 2002 года население — 7 человек.

## Население
| 2010 |
| ---- |
| 5    |